# شهرستان هیگاشی‌شیروکاوا، فوکوشیما

شهرستان هیگاشی‌شیروکاوا (انگلیسی: Higashishirakawa District, Fukushima) یکی از شهرستان‌های ژاپن است که در استان فوکوشیما در ژاپن واقع شده‌است.